# Iowa Film Critics Association Awards 2017

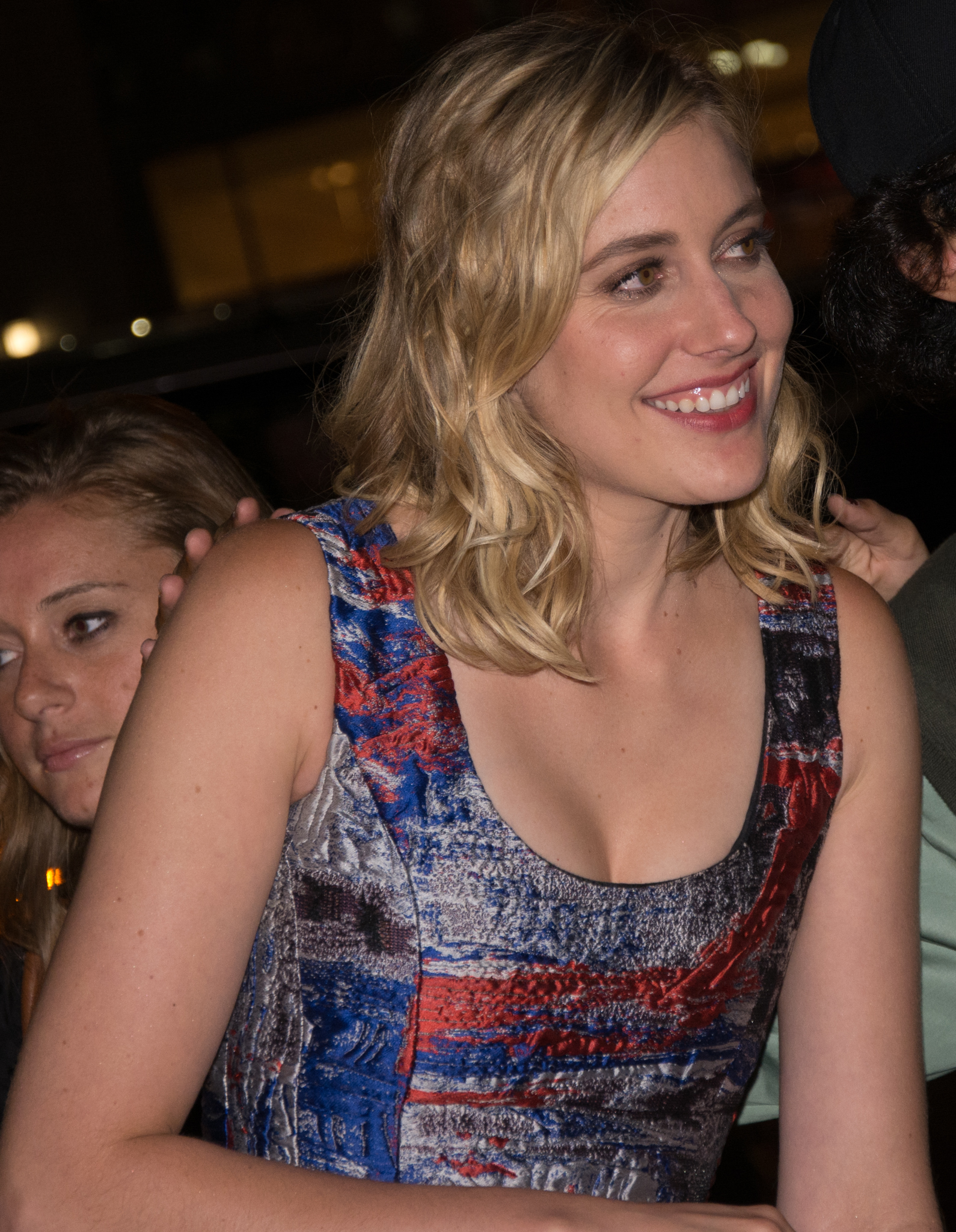
Greta Gerwig vítězka v kategorii nejlepší režisér

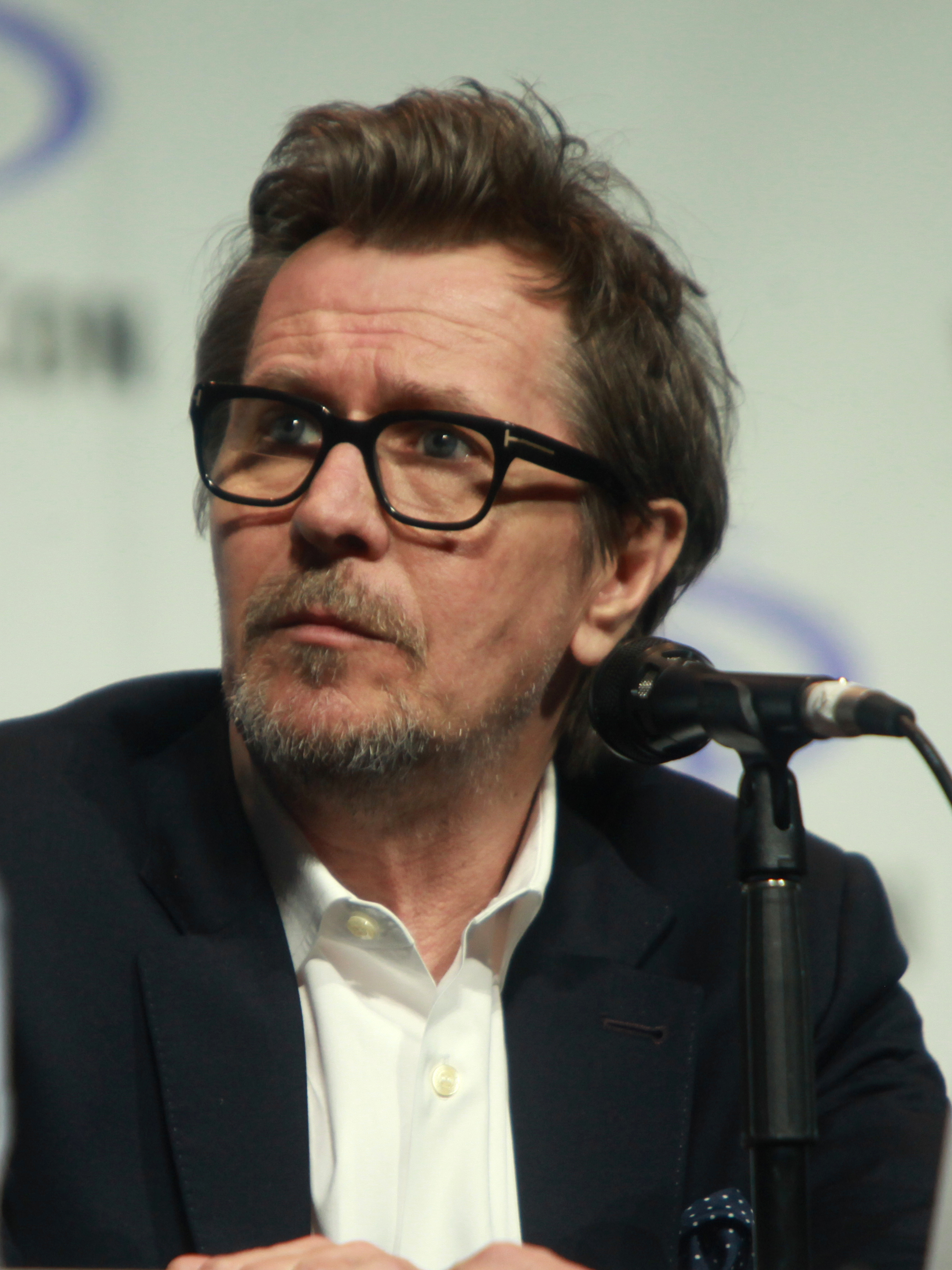
Gary Oldman vítěz v kategorii nejlepší herec v hlavní roli

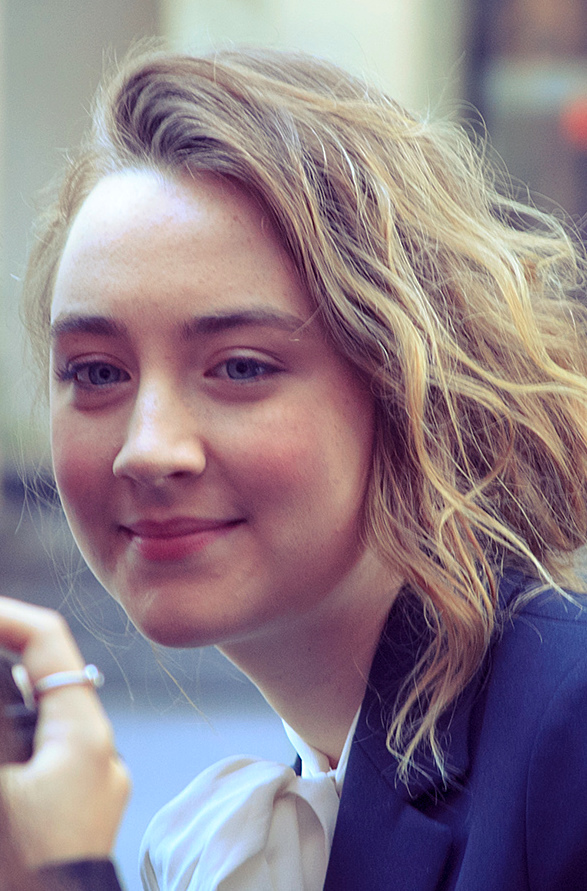
Saoirse Ronan vítězka v kategorii nejlepší herečka v hlavní roli

15. ročník předávání cen asociace Iowa Film Critics Association se konal dne 9. ledna 2018.

## Vítězové a nominovaní

### Nejlepší film
- Lady Bird
- Tvář vody
- Dunkerk

### Nejlepší režisér
- Greta Gerwig – Lady Bird
- Guillermo del Toro – Tvář vody
- Christopher Nolan – Dunkerk

### Nejlepší herec v hlavní roli
- Gary Oldman – Nejtemnější hodina
- James Franco – The Disaster Artist: Úžasný propadák
- Timothée Chalamet – Dej mi své jméno

### Nejlepší herečka v hlavní roli
- Saoirse Ronan – Lady Bird
- Frances McDormandová – Tři billboardy kousek za Ebbingem
- Sally Hawkins – Tvář vody

### Nejlepší herec ve vedlejší roli
- Willem Dafoe – The Florida Project
- Sam Rockwell – Tři billboardy kousek za Ebbingem
- Armie Hammer – Dej mi své jméno

### Nejlepší herečka ve vedlejší roli
- Laurie Metcalf – Lady Bird
- Holly Hunter – Pěkně blbě
- Mary J. Blige – Mudbound

### Nejlepší dokument
- Jane
- Visages, villages
- Město duchů

### Nejlepší animovaný film
- Coco
- Ferdinand
- LEGO Batman film

### Nejlepší původní hudba
- Tři billboardy kousek za Ebbingem
- Tvář vody
- Akta Pentagon: Skrytá válka

### Nejlepší filmová píseň
- „Remember Me“ – Coco
- „Mystery of Love“ – Dej mi své jméno
- „Evermore“ – Kráska a zvíře